# Los ídolos (novela)
Los ídolos es una novela del escritor argentino Manuel Mujica Láinez. Fue publicada en 1953 por Editorial Sudamericana. La novela cuenta la relación de dos amigos que mantienen un extraño vínculo alrededor de un libro de poesía llamado Los ídolos. A través de los personajes, Mujica Láinez muestra la decadencia de una clase social. Los ídolos y posteriormente La casa (1954), Los viajeros (1955) e Invitados en El Paraíso (1957) fueron llamadas en conjunto la “Saga de la Sociedad Porteña”.

## Argumento
La novela está estructurada en tres partes, entrelazadas entre sí. Narra la relación de Gustavo y el protagonista que, desde muy jóvenes, establecen una amistad poco normal unidos por la misma obsesión: una antología poética llamada Los Idolos, escrito por Lucio Sansilvestre, que no escribió ninguna otra obra. El libro es un regalo de la tía de Gustavo, una aristocrática señora con un pasado de desengaños y suicidios.
Después de quince años de permanecer separados, los amigos se reencuentran en Londres. Gustavo quiere conocer a Lucio Sansilvestre, que se encuentra en Londres y esta obsesión que ha mantenido durante los años, vuelve a unir a los amigos. Pocos años después, Gustavo muere en raras circunstancia y se llega a un final inesperado.
La novela indaga sobre la falsedad, las vidas inútiles y el derrumbe de una clase social. Los personajes se mueven en un ámbito de falsedades y espejismos, que no excluyen tensiones y ambigüedades vinculadas a la sexualidad.